# Бараковская (Ровдинское сельское поселение)
Бараковская  — деревня в Шенкурском районе Архангельской области. Входит в состав муниципального образования «Ровдинское».

## География
Деревня расположена в южной части Архангельской области, в таёжной зоне, в пределах северной части Русской равнины, в 58 километрах на юг от города Шенкурска, на левом берегу реки Вага. Ближайшие населённые пункты: на западе село Ровдино, являющееся административным центром муниципального образования.
Часовой пояс
Бараковская, как и вся Архангельская область, находится в часовой зоне МСК (московское время). Смещение применяемого времени относительно UTC составляет +3:00.

## Население
| 2002 | 2010 | 2012 |
| ---- | ---- | ---- |
| 64   | ↘44  | ↗50  |

## История
Указана в «Списке населённых мест по сведениям 1859 года» в составе Шенкурского уезда(1-го стана) Архангельской губернии под номером «2028» как «Бороковское(Федьково)». Насчитывала 6 дворов, 20 жителей мужского пола и 30 женского.
В «Списке населенных мест Архангельской губернии к 1905 году» деревня Бараковская(Фетьково) насчитывает 20 дворов, 68 мужчин и 77 женщин.  В административном отношении деревня входила в состав Ровдинского сельского общества Ровдинской волости.
На 1 мая 1922 года в поселении 29 дворов, 74 мужчины и 79 женщин..

## Достопримечательности
Часовня Илии пророка Объект культурного наследия № 2900592000  - Деревянная часовня, построенная в 1735 году. Основной объём представляет собой четверик, покрытый четырёхскатной крышей. В советское время использовалась в качестве складского помещения.